# Canoochee
Canoochee es un lugar designado por el censo ubicado en el condado de Emanuel en el estado estadounidense de Georgia. En el año 2010 tenía una población de 71 habitantes.

## Geografía
Canoochee se encuentra ubicado en las coordenadas 32°40′24″N 82°10′41″O / 32.67333, -82.17806.